# Vincenzo Gioberti
Vincenzo Gioberti (ur. 5 kwietnia 1801 w Turynie, zm. 26 października 1852 w Paryżu) – włoski filozof, teolog i polityk.
Przez pewien czas był nadwornym kapelanem króla Sardynii Karola Alberta, został jednak zmuszony do wyjazdu z Piemontu ze względu na swoje przekonania.
Był jednym z głównych ideologów neogwelfizmu i w ogóle Risorgimenta. Uważał, że Włochy powinny się zjednoczyć pod władzą papieża, o czym pisał w swojej książce O moralnym i politycznym prymacie Włochów (Del primato morale e civile degli Italiani, 1843). Uzyskała ona dużą popularność dzięki temu, że wzbudzała dumę narodową Włochów.
Gdy okazało się, że papież Pius IX nie chce wypowiedzieć wojny katolickiej Austrii, odciął się od swoich dawniejszych poglądów i stanął na czele rewolucyjnego rządu w Rzymie. Już jako republikanin opublikował pracę O odrodzeniu obywatelskim Włoch (Del rinnovamento civile d’Italia, 1851).